# Documentação da Libras
A documentação das línguas de sinais é uma das estratégias para a sua preservação. Muitas línguas de sinais estão sujeitas a redução, devido a fatores migratórios, nos quais essa população acaba adotando uma língua majoritária. O isolamento de pessoas surdas em áreas não urbanas e o afastamento entre os usuários da língua de sinais dificultam o contato com outros surdos. Há também pouca difusão nas escolas, onde alunos surdos não têm acesso ou mesmo contato com outros surdos de diferentes escolas. Quadros e Leite (2014) consideram a documentação uma importante aliada na preservação de línguas, especificamente a Libras.
Outro fator problemático, que coloca as línguas de sinais (inclusive a Libras) em risco, é a aquisição tardia. Idealmente, a aquisição da língua de sinais deve ocorrer desde o nascimento até o seu pleno desenvolvimento. No entanto, a realidade é que várias famílias com filhos surdos não aprendem a Libras e, por consequência, essa língua não é ensinada à criança surda. Isso impacta diretamente no seu desenvolvimento linguístico, cognitivo e cultural.
Porém, com a ascensão da internet e a possibilidade de registros em vídeo, que atendem ao parâmetro visual das línguas de sinais e da Libras, surgem possibilidades de documentar, registrar e ampliar pesquisas na língua. Isso é particularmente relevante nas políticas linguísticas voltadas para as pessoas surdas, atendendo às demandas do público. É importante considerar de que forma o registro e a documentação podem ajudar os falantes e como podem promover essa língua.
Outra forma de promoção dessa língua é a ação do Corpus de Libras, que em sua rede contém diversos materiais em Libras, relacionados a projetos de pesquisa. Este acervo é essencial para a preservação e documentação da Libras, oferecendo um registro das variações linguísticas e culturais. Além do corpus, existe o SignBank, um site que oferece a possibilidade de procurar sinais conforme a Configuração de Mão, Categorias, Rede e Palavras. Além disso, a Libras também conta com outro recurso para a divulgação e promoção da língua: o Portal da Libras. Este canal oferece amplos serviços de informação, divulgação e publicação. Por ser de código aberto, todas as pessoas podem inserir materiais acadêmicos e pedagógicos, com o objetivo de criar um espaço colaborativo voltado para a Libras, permitindo a promoção da língua.